# L'Africaine
L'africaine (Afrikanerinden) er en grand opéra, Giacomo Meyerbeers sidste opera. Den franske libretto er skrevet af Eugène Scribe. Meyerbeers arbejdstitel til operaen var Vasco da Gama, efter den historiske opdagelsesrejsende. Begivenhederne i operaen er dog helt fiktive.

## Opførelseshistorie
Operaen blev uropført på Théâtre de l'Académie Royale de Musique den 28. april 1865 efter en opførelsesudgave udgivet af François-Joseph Fétis, da komponisten grundet sin død året før ikke havde nået at færdiggøre værket. Det er Fétis, der gav værket dets nuværende titel, omend det faktisk fremgår af teksten med dens henvisninger til hinduisme, at heltinden Sélika ikke er fra Afrika, men fra en region eller ø i nærheden af Indien; Madagaskar har været foreslået. Gabriela Cruz har skrevet en detaljeret analyse af den historiske baggrund for begivenheder i operaen.
Meyerbeer arbejdede på partituret fra ca.1854-1855 og havde tiltænkt sopranen Sophie Cruvelli rollen som Sélika, men Cruvellis bratte tilbagetrækning fra scenen i 1856 betød, at han måtte lave nye planer.
Arbejdet blev opført på Covent Garden Theatre i London den 22. juli 1865 og i New York den 1. december 1865. Værket fik italiensk premiere i 1865 i Bologna med Angelo Mariani som dirigent.
Operaen blev en enorm succes i det 19. århundrede, men ses sjældent opført i dag. De fleste moderne forestillinger og optagelser er stærkt beskårede og kan derfor kun give et delvist indtryk af komponistens intentioner – som under alle omstændigheder til en vis grad tilsløres Fétis' endelige udgave.

## Roller
| Rolle            | Stemmetype | Originalbesætning, 28. april 1865 (Dirigent: François George Hainl) |
| ---------------- | ---------- | ------------------------------------------------------------------- |
| Don Pedro        | Bas        | Jules-Bernard Belval                                                |
| Don Diego        | Bas        | Castelmary Armand                                                   |
| Inez             | Sopran     | Marie Battu                                                         |
| Vasco da Gama    | Tenor      | Emilio Naudin                                                       |
| Don Alvaro       | Tenor      | Victor Warot                                                        |
| Storinkvisitoren | Bas        | David Garrett                                                       |
| Nélusko          | Baryton    | Jean-Baptiste Faure                                                 |
| Sélika           | Sopran     | Marie Sasse                                                         |
| Ypperstepræsten  | Bas        | Louis-Henri Obin                                                    |

## Synopsis
Operaen skildrer fiktive begivenheder i den opdagelsesrejsende Vasco da Gamas liv.
Sted: Lissabon, på havet og i et eksotisk nyt land.
Tid: Sent i det 15. århundrede

## Diskografi
1988 – San Francisco Opera Chorus and Orchestra, Maurizio Arena (dirigent), Lotfi Mansouri (sceneinstruktør) Plácido Domingo (Vasco da Gama), Ruth Ann Swenson (Inés), Shirley Verrett (Sélika), Justino Díaz (Nélusko), Michael Devlin (Don Pedro), Kevin Anderson (Don Alvar), Philip Skinner (Don Diego), Joseph Rouleau (Storinkvisitoren), Mark Delavan (Ypperstepræsten Brahma), Kultur International Film, VHS (1989), DVD (2009)